# Mega
Mega (MEGA; рекурсивный акроним от англ. MEGA Encrypted Global Access) — файлообменник, основанный Кимом Доткомом, открыт спустя ровно год после закрытия сервиса Megaupload — 19 января 2013 года.
Шифрует весь контент в браузере с помощью алгоритма AES. Пользователи могут передавать друг другу файлы в зашифрованном виде, при этом все данные хранятся в «облаке». Ключи доступа к файлам не публикуются в открытом доступе, а распространяются по схеме Friend-to-Friend, между доверяющими друг другу пользователями. По состоянию на июль 2018 года входит в топ 200 самых популярных сайтов в мире.
Обеспечивает хранение до 20 ГБ информации для бесплатных учётных записей (до 50 ГБ в течение первого месяца после регистрации), платное расширение — от 400 ГБ до 16 ТБ. Оплата платных услуг происходит через реселлеров при помощи PayPal, VISA, MasterCard или криптовалюты Bitcoin. Для бесплатных пользователей существует лимит на передачу данных для одного IP-адреса: до 4 ГБ каждые 6 часов.
Пароль учётной записи является ключом шифрования файлов, в связи с чем, отсутствует возможность сбросить пароль без потери доступа к данным.
Сервис критиковался экспертами по криптографии из-за необходимости полного доверия пользователя к серверу Mega. Шифрование происходит на стороне клиента при помощи JavaScript, код которого каждый раз заново загружается с сервера и в любой момент может быть подменён или отключён, например, в результате взлома сервера третьей стороной.
Файлы пользователей в любой момент могут быть удалены администрацией без возможности восстановления.